# Ротативный двигатель
Ротативный двигатель — звездообразный двигатель воздушного охлаждения, основанный на вращении цилиндров (обычно представленных в нечётном количестве) вместе с картером и воздушным винтом вокруг неподвижного коленчатого вала, закреплённого на моторной раме. Первые в мире серийные авиационные ротативные двигатели разработали в 1908 году Луи Сеген и его брат Лоран Сеген из французской компании Гном (фр. Société des Moteurs Gnome, SMG). Подобные двигатели широко использовались во времена Первой мировой войны и Гражданской войны в России. На их протяжении ротативные двигатели превосходили по мощности на единицу массы двигатели водяного охлаждения, поэтому в истребителях и самолётах-разведчиках в основном использовались именно они.

## Достоинства ротативных двигателей
- малый вес — из-за отсутствия длинного коленчатого вала нет необходимости иметь массивные уравновешивающие маховики.[источник не указан 853 дня]
- уравновешенность;[источник не указан 853 дня]
- высокая удельная мощность;[источник не указан 853 дня]
- улучшенное охлаждение — двигатель с массивными вращающимися блоками создавал достаточное движение воздуха, обеспечивая своё собственное охлаждение даже во время стоянки самолета.

## Недостатки ротативных двигателей (около 1910 года)
- Ограничение роста крутящего момента и мощности, которая не превышала 100—130 л.с[2] (для двигателей с воздушным охлаждением). Препятствием роста служили:

 — перегрев двигателя;
 — трудности с увеличением размера и числа цилиндров;
 — увеличение нагрузки от центробежных сил и гироскопического момента на картер при увеличении частоты вращения двигателя или компоновке второго ряда цилиндров;
 — большие потери мощности на вращение оребрённых цилиндров.
 — гироскопический эффект, затрудняющий маневрирование самолета.
- Очень большой расход масла. Связано с трудностью откачки масла из вращающегося картера[2].

Конструктивно двигатель представлял собой звезду с нечетным количеством цилиндров (обычно 7 или 9) с последовательным воспламенением в цилиндрах через один для обеспечения повышенной плавности рабочего процесса. Двигатели с чётным количеством цилиндров, как правило имели схему двойной звезды.

## Примеры применения
- Sopwith Camel (Британия)
- Avro 504 (Британия)
- Fokker_Dr.I (Германия/Нидерланды)
- Автомобили Adams-Farwell (США)
- Мотоцикл Megola (Веймарская Республика) с 5-цилидровым ротативным двигателем в переднем колесе